# أحمد إسكندربور
أحمد إسكندربور (مواليد 25 يوليو 1955) هو مبارز بالسيف إيراني، مثّل بلاده في الألعاب الأولمبية الصيفية 1976.

## روابط خارجية
أحمد إسكندربور على موقع أوليمبيديا (الإنجليزية)